# Arroio do Tigre
Arroio do Tigre é um município brasileiro do estado do Rio Grande do Sul.

## História
O animal que deu origem ao nome de Arroio do Tigre era, na verdade, uma onça abatida no século XIX na então colônia de sobradinho, às margens de um arroio. A onça estraçalhou vários animais domésticos até que um grupo de homens organizou uma tocaia para abatê-la. Como não conheciam o animal, julgaram que fosse um tigre e o local passou a ser chamado Arroio do Tigre.
O período de ocupação do território, no final da década de XIX, registra a chegada dos descendentes de imigrantes alemães e italianos às proximidades de Arroio do Tigre, trazendo um capital social derivado de suas raízes, tal como conhecimentos produtivos, saberes artesanais, práticas alimentares, modos de vida, tudo isso ligado à experiência e à cultura familiar.
A ocupação efetiva iniciou por volta de 1900, quando chegaram as primeiras famílias de origem germânica, procedentes de Santa Cruz do Sul e arredores. A estes somaram-se posteriormente os italianos e luso-brasileiros. Os colonos enfrentaram a mata e seus perigos, abriram picadas, construíram casas, ergueram as primeiras capelas que, em geral, também serviam de escolas.
Por volta de 1920, começou a tomar forma a Vila Tigre. Surgiram as primeiras casas comerciais, as igrejas Católica e Evangélica, depois o Hospital Santa Rosa de Lima e, em seguida, a Escola Estadual de Ensino Médio Arroio do Tigre [ EEEMAT]. Também em 1920, um grupo de colonos fundou a Cooperativa Agrícola Mista Cereja.
Até 1929 a Vila Tigre pertencia ao município de Soledade, passando então a fazer parte e ser o 3° Distrito de Sobradinho. A emancipação deu-se em 6 de novembro de 1963, tomando partes da área de Sobradinho, Soledade e Espumoso. Em 1996, foi fundada a Associação de Juventude Rural de Arroio do Tigre que organiza, atualmente, o maior evento esportivo de juventude rural do Brasil.

## Geografia
O município de Arroio do Tigre situa-se na região Centro-Serra e integra a Associação dos Municípios da Região Centro-Serra (AMCSERRA). Arroio do Tigre faz divisa ao Norte com o município de Estrela Velha, ao Sul com Sobradinho, ao Leste com Tunas e Segredo e ao Oeste com Ibarama. A altitude do município de Arroio do Tigre em sua sede é de 409 metros; Longitude -53º 05 s 07 min; Latitude -29º 20s 06 min.
Sua população estimada em 2010 é de 12.648 habitantes, sendo 6.686 de população rural e 5.962 de população urbana.
Possui uma área de 314,68 km².

## Dados da Economia
O Município de Arroio do Tigre é pujante na economia agropecuária, sendo considerado o maior produtor sul-brasileiro de tabaco tipo Burley. Em meados dos anos 2000 já foi o maior produtor de feijão preto do estado do Rio Grande do Sul.
- Fumo: 7 mil ha;
- Feijão: 1,4 mil ha;
- Milho: 6 mil ha;
- Soja: 6,5 mil ha;
- Leite: 10,6 mil litros/dia;
- Suíno: 750 mil kg/ano.
- Na indústria destacam-se: fabricação de aberturas e móveis sob medida, metalúrgicas, olarias, malharias e também a fabricação de calçados e biscoitos.
- Arroio do Tigre é o principal produtor de tabaco do Território Centro-Serra apresentando um crescimento de 5.127 toneladas, considerando o ano de 1991 em que produziu 7.560 toneladas e 2010 onde atingiu 12.687 toneladas de fumo em folha.
- O município dispõe de boas condições para atração de novos investimentos, como excelente infra-estrutura urbana, asfalto, comunicações, energia elétrica, água e lei de incentivos fiscais.

## Educação
Ensino infantil
Escolas: 03  Alunos: 227
Ensino fundamental
Escolas estaduais: 05  Alunos: 692
Escolas municipais: 13  Alunos: 965
Escolas particulares: 01  Alunos: 167
Ensino médio
Escolas estaduais: 01  Alunos: 407
Escolas particulares: 01  Alunos: 63
Faculdades
Cursos: 07 (à distância)  Alunos: 300

## Dados Gerais
Nº de vereadores: 09
Ag. e postos bancários: 04
Hotéis/pousadas: 02
Hospitais: 01
Postos de saúde: 09
Total de eleitores: 10.135
Taxa de analfabetismo de pessoas com 15 anos ou mais: 7,05%
Expectativa de Vida ao Nascer (2000): 72,35 anos
Coeficiente de Mortalidade Infantil: 6,49 por mil nascidos vivos

## Personalidades
- Sancler Frantz, modelo vencedora de vários concursos de beleza.
- Ezequiel Redin, pesquisador, professor universitário, palestrante e Membro da Academia Centro Serra de Letras.
- Ati Mainardi: jogador de futebol que jogou em vários clubes do Rio Grande do Sul, entre eles o Santa Cruz e o Esportivo de Bento Gonçalves, sendo escolhido, em um ano, como jogador revelação do campeonato gaúcho!
- Gustavo Busatto, atual goleiro do CSKA, ex-Grêmio, ex-América RN, ex-Náutico, ex-Aparecidense, ex-Sampaio Corrêa.
- Caroline Patatt, repórter da Fox.
- Ricardo Seitenfus, pesquisador, professor universitário, Secretário Estadual de Relações Internacionais e idealizador do Mercosul, participou de um missão da ONU no Haiti.